# جيمس ووكر (كاتب)
جيمس ووكر (بالإنجليزية: James Walker)‏ هو كاتب سيناريو أسترالي، ولد في 1973 في برث في أستراليا، وتوفي في 20 يناير 2015 بسبب السكري.

## وصلات خارجية
- جيمس ووكر على موقع IMDb (الإنجليزية)